# Tillsammans för Världens Barn
Tillsammans för världens barn är ett TV-program i galaform som sänds i Sveriges Television, där pengar samlas in till hjälpverksamheten Världens Barn. TV-programmet kallas i folkmun för Världens barn-galan.
Galan är ett samarbete mellan Radiohjälpen och 14 svenska biståndsorganisationer, Sveriges Radio P4, Sveriges Television och Utbildningsradion. De 14 organisationerna genomför en riksinsamling genom ett stort antal skolor, föreningar, företag, församlingar och engagerade frivilliga i landets 290 kommuner. Tillsammans samlas pengar in till Radiohjälpen som fördelar pengarna till projekt runt om i världen för att stärka barns rätt till hälsa, skola och trygghet.

## Historia
Insamlingen Tillsammans för världens barn genomfördes första gången 1997 i ett samarbete mellan Radiohjälpen, SVT och sju organisationer. Efter en paus på ett par år återupptogs kampanjen år 2000 och har sedan dess genomförts årligen, i form av Tillsammans för världens barn.

## Galor

### 15 oktober 2005

#### Medverkande i urval
- Darin
- Lena Philipsson
- Lotta Engberg
- Ebba Blitz
- Lasse Berghagen
- Pablo Cepeda
- Kalle Moraeus
- Bengan Janson
- Rädda Barnen
- Individuell Människohjälp
- Hans Rosling

### 12 och 13 oktober 2007

#### Medverkande i urval[3]
- Anne Lundberg programledare
- Yankho Kamwendo programledare
- Måns Zelmerlöw artist
- Immanuel Gospel artist
- Jan Eliasson
- Caroline Krook
- Helen Alfredsson
- Kjell Bergqvist
- Ebba Hultkvist
- Tina Nordström

### 16 oktober 2009

#### Medverkande i urval
- Ebba Blitz
- Mikael Leijnegard
- Charlotte Perrelli
- Amy Diamond
- Peter Jöback
- Fibes oh Fibes
- Electric Banana Band
- Lotta Bromé

### 2010–2016
Information saknas

### 6 oktober 2017

#### Medverkande i urval
- Doreen Månsson[4]
- Farah Abadi[4]
- Kattis Ahlström[4]
- Lasse Kronér[4]
- Rickard Olsson[4]
- Erik Ekstrand

#### Artister
- Carola
- Mando Diao
- Oskar Linnros
- Zara Larsson

### 5 oktober 2018

#### Medverkande i urval
- Kattis Ahlström[1]
- David Lindgren[1]
- Erik Ekstrand

#### Artister
- Jill Johnson
- Sarah Klang & Magnus Carlson
- Cherrie
- Silvana Imam

### 4 oktober 2019

#### Medverkande
- Clara Henry
- Emma Molin
- Josefin Johansson
- Marika Carlsson
- Beppe Starbrink
- Eric Saade
- Mats Nyström
- Micke Leijnegard
- Erik Ekstrand
- Leon Mentori

#### Artister
- Sabina Ddumba
- Amason
- John Lundvik
- Jessica Andersson & Liam Erixon

### 2 oktober 2020

#### Medverkande
Programledare: 
- Tara Moshizi
- Yvette Hermundstad
- Tobbe Blom
- Lina Hedlund
- Rickard Söderberg

samt barnprogramledarna Sigrid Johnson och Leon Mentori. 
Expertgäster: 
- Katarina Wennstam
- Emma Frans
- Nadim Ghazale
- Aron Anderson

#### Artister
- First Aid Kit
- Laleh med Sveriges Radios Symfoniorkester
- Smith & Thell
- Rickard Söderberg
- "Världens Barn - Startskottet" direktsändes 25 september. Programledare och artist: Lina Hedlund.
- "Världens Barn - summeringen” direktsändes 4 oktober. Programledare: Tara Moshizi, artist: Moa Lignell

### 1 oktober 2021

#### Medverkande
Programledare: 
- Parisa Amiri
- Tareq Taylor
- Anne Lundberg
- Dusan Umičević
- Sofia Rågenklint

samt fem barnprogramledare.  

#### Artister
- Eva Dahlgren
- Sabina Ddumba & Tusse
- Timbuktu & J-Son
- Daniel Adams-Ray & Erik Lundin (rappare)

- "Världens Barn - Startskottet" direktsändes 24 september. Programledare: Sofia Rågenklint, artist: Clara Klingenström.
- "Världens Barn - summeringen” direktsändes 3 oktober. Programledare: Anne Lundberg, artist: Amena Alsameai.

### 7 oktober 2022

#### Medverkande
Programledare: 
- David Sundin
- Arantxa Alvarez
- Kodjo Akolor
- Pernilla Månsson-Colt

samt fem barnprogramledare. 

#### Artister
- Laleh & Darin med Alive Gospel
- Carola Häggkvist & Måns Zelmerlöw
- Jelassi med körelever från Järfälla Musikklasser åk.5
- Olivia Lobato & Björn Holmgren (artist)
- Mariette Hansson

- "Världens Barn - Startskottet" direktsändes 30 september från Göteborg. Programledare: Henrik Kruusval & Vilfred Landstedt. artist: Arvingarna, samt "Världens Barn-kören".
- "Världens Barn - summeringen” direktsändes 9 oktober. Programledare: Pernilla Månsson-Colt, artist: Maja Francis.

### 7 oktober 2023

#### Medverkande
Programledare: 
- Farah Abadi
- Fredrik Önnevall

samt barnprogramledarna Harriet Lindgren, Gabriella Westlund, Tereza Muvemba Lidström och Kerstin Linden.

#### Artister
- Thomas Stenström med körelever från Järfälla Musikklasser åk.5-7
- Clara Klingensröm & Oscar Zia
- Per Andersson & Måns Zelmerlöw
- Joanné Nugas (sång- och talrösthuvudrollsinnehavare från filmen Den Lilla Sjöjungfrun)

- "Världens Barn - Startskottet" direktsändes 29 september från Malmö. Programledare: Farah Abadi. artist: Tarabband, Lisa Ekdahl samt "Klubbkören".
- "Världens Barn - summeringen” direktsändes 8 oktober. Programledare: Anna Lindman, artist: Tomas Andersson Wij.

### 5 oktober 2024

#### Medverkande
Programledare: 
- Nikki Amini
- Ahmed Berhanl
- Mark Levengoodl

samt barnprogramledarna Harriet Lindgren, Gabriella Westlund och Tereza Muvemba Lidström.

#### Artister
- Cleo & Ayla Shatz
- Linnea Henriksson, Petra Marklund, Peter Jöback, Tomas Andersson Wij.
- Viktor Norén & Linus Wahlgren
- Tim Slakva, klassisk pianist från Ukraina.
- Clowner utan Gränser